# María Asunción Aramburuzabala
 (février 2019).
María Asunción Aramburuzabala Larregui (née le 2 mai 1963) est une femme d'affaires mexicaine milliardaire. Elle est présidente de Tresalia Capital, et possède un patrimoine de plus de 5 milliards de dollars.
Elle est considérée en 2022 par le magazine Expansión comme le 2e femme d'affaires la plus puissante du Mexique.

## Enfance et formation
María Asunción Aramburuzabala Larregui est née le 2 mai 1963 à Mexico, au Mexique. Elle est la fille de Pablo Aramburuzabala Ocaranza, un brasseur basque espagnol situé au Mexique, et de Lucrecia Larregui González, une peintre mexicaine, dont le père, José Larregui Iriarte, était mineur au Mexique. Elle est la petite-fille de Félix Aramburuzabala Lazcano-Iturburu, un immigré basque espagnol qui a co-fondé la brasserie mexicaine Grupo Modelo en 1925 avec son ami et partenaire Pablo Díez Fernández. Son père était le vice-président exécutif de la brasserie Grupo Modelo .
Elle est diplômée en comptabilité de l'Instituto Tecnológico Autónomo de México.

## Carrière: l'entreprise familiale
La brasserie mexicaine Cervecería Modelo est fondée en 1925 par un groupe d'hommes d'affaires, dont don Pablo Díez Fernández - qui en est devenu le président, directeur général et actionnaire principal - et Felix Aramburuzabala. Le fils de Felix, Pablo Aramburuzabala, vice-président exécutif de la brasserie, est décédé subitement en 1995 d'un cancer du poumon à l'âge de 63 ans. Après sa mort, plusieurs groupes essayent de prendre le contrôle de la part de sa famille dans Modelo, mais son épouse et ses deux filles s'opposent ensemble à ces manœuvres,.
La famille a créé Tresalia Capital ("tres aliadas" ou trois alliés), afin de diversifier les investissements familiaux. Avec Tresalia, ils font des investissements dans de grandes entreprises mexicaines, ainsi que dans la gestion de private equity, l'immobilier, les infrastructures, le capital investissement, la technologie et la création de nouvelles entreprises[réf. nécessaire].
Après la vente de Grupo Modelo, elle réinvestit ses profits dans Anheuser-Busch InBev, perpétuant ainsi la tradition familiale dans le secteur de la bière, et entre dans son Conseil d'Administration[réf. nécessaire].

## Fortune
Avec une fortune nette estimée à 5,9 milliards de dollars, elle est la sixième personne la plus riche et la deuxième femme la plus riche du Mexique[réf. nécessaire].
En octobre 2021, son nom est cité dans les Pandora Papers.

## Vie personnelle
En 1982, elle épouse Paulo Patricio Zapata Navarro. Ils ont deux enfants et divorcent en 1997.
Le 26 février 2005, elle épouse Tony Garza, l'ambassadeur américain au Mexique, par une petite cérémonie religieuse à Mexico. Le 23 avril, ils se marient civilement à proximité de Valle de Bravo, à l'ouest de Mexico. La Première dame Laura Bush y assiste. Le couple divorce en mai 2010.